# Karel Nort
Karel Nort (Gouda, 1 februari 1913 - Haarlem, 24 oktober 1981) was een Nederlands radio-journalist en filmregisseur.

## Leven en werk
Nort werd in 1913 geboren als zoon van de leraar Isidor Henri Nort en Anna Elisabeth [Toekamp] Lammers. Hij trad in 1938 in dienst van de AVRO als sportverslaggever. Na het verdwijnen van de omroepen werkte hij tot begin 1943 voor de gelijkgeschakelde Nederlandsche Omroep. Toen dit werk hem te gortig werd, vertrok hij naar Maastricht, waar hij ging werken in de stationsrestauratie. Hij raakte daar betrokken bij het verzet en was betrokken bij wapensmokkel.
Na de bevrijding van Eindhoven in 1944 "crosste" hij de Biesbosch, en werd medewerker van Radio Herrijzend Nederland. Hij werd chef-omroeper van deze omroep. Met een geïmproviseerde reportagewagen trok hij door het bevrijde deel van Nederland. Op de avond van 4 mei 1945 was Nort de man die de luisteraars het nieuws van de Duitse capitulatie kon melden:

Luisteraars, wij herhalen het bericht waarop wij allen zo lang hebben gewacht. Veldmaarschalk Montgomery heeft aan generaal Eisenhower medegedeeld dat alle Duitse strijdkrachten in Nederland, in het noordwestelijke gedeelte van Duitsland en Denemarken, met inbegrip van Helgoland en de Friese eilanden, hebben gecapituleerd. Landgenoten, Nederland is vrij!

In november 1945 bedacht hij het Programma voor de strijdkrachten dat vijf jaar bestaan heeft. Na zijn omroepwerk maakte hij vele films voor Profilty en Star Film. Ook was hij hoofd televisie-, radio- en filmproductie van reclamebureau Nijgh & Van Ditmar. Aan het eind van zijn loopbaan was hij hoofd van de afdeling filmzaken van de Rijksvoorlichtingsdienst. Hij ging met pensioen in 1978.
Nort trouwde in 1942 met Ank Terlet. Hij overleed op 68-jarige leeftijd in zijn woonplaats Haarlem.